# Hoge Gouwespoorbrug
De Hoge Gouwespoorbrug (ook wel Derde Gouwespoorbrug) bij Gouda overspant de rivier de Gouwe en maakt deel uit van de Spoorlijn Gouda - Den Haag. Het is een viersporige hefbrug en bestaat uit een beweegbare brug en twee betonnen aanbruggen. Op iedere rivierpijler staan twee betonnen torens van 45 meter hoog. Koppelkokers en hefkokers zorgen voor de verbinding tussen de vier torens. Onderaan een van de torens bevindt zich een brugpost. De brug vervangt de tweede Gouwespoorbrug, een draaibrug uit 1909.